# Dwangburcht

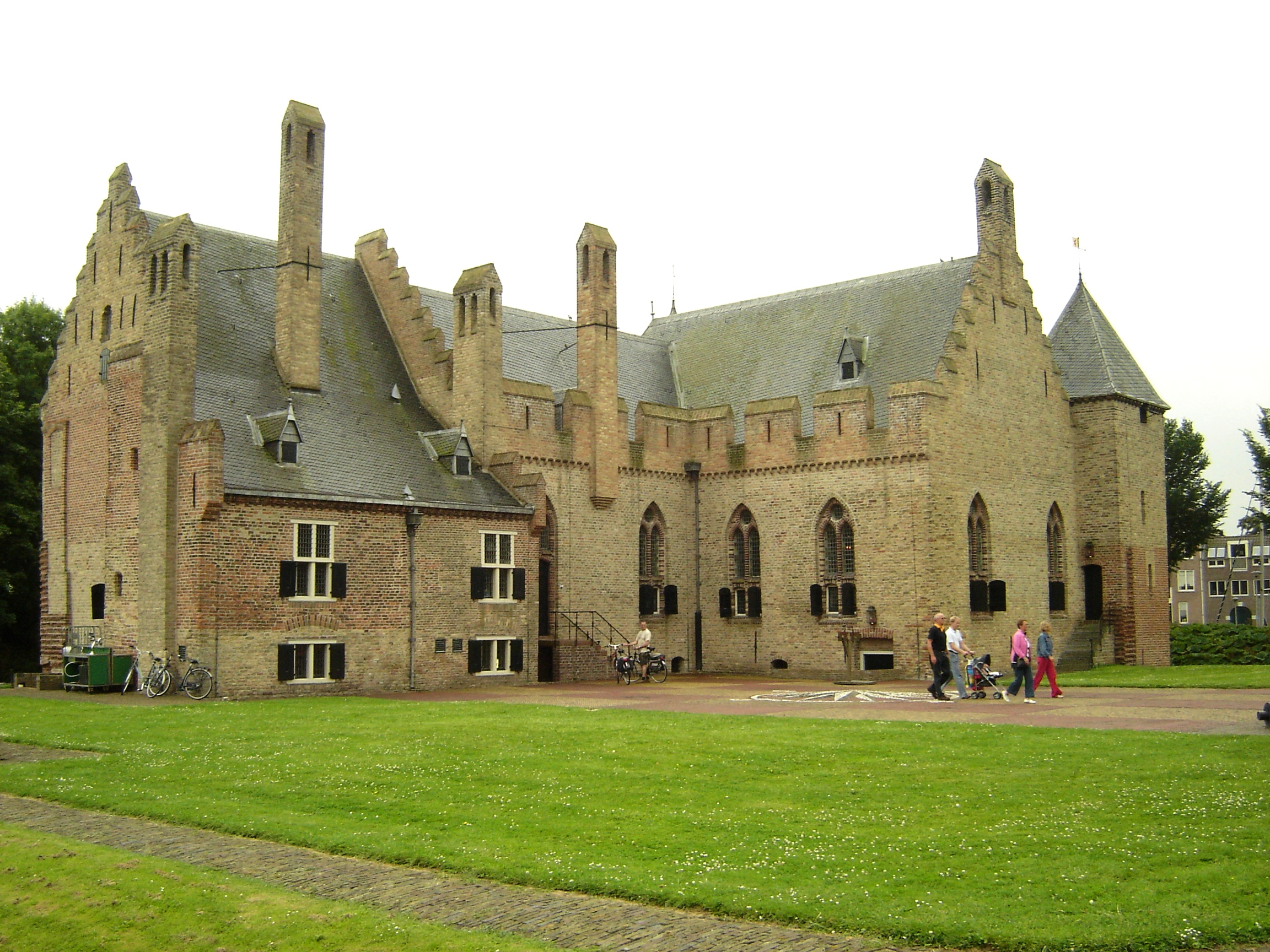
Kasteel Radboud te Medemblik

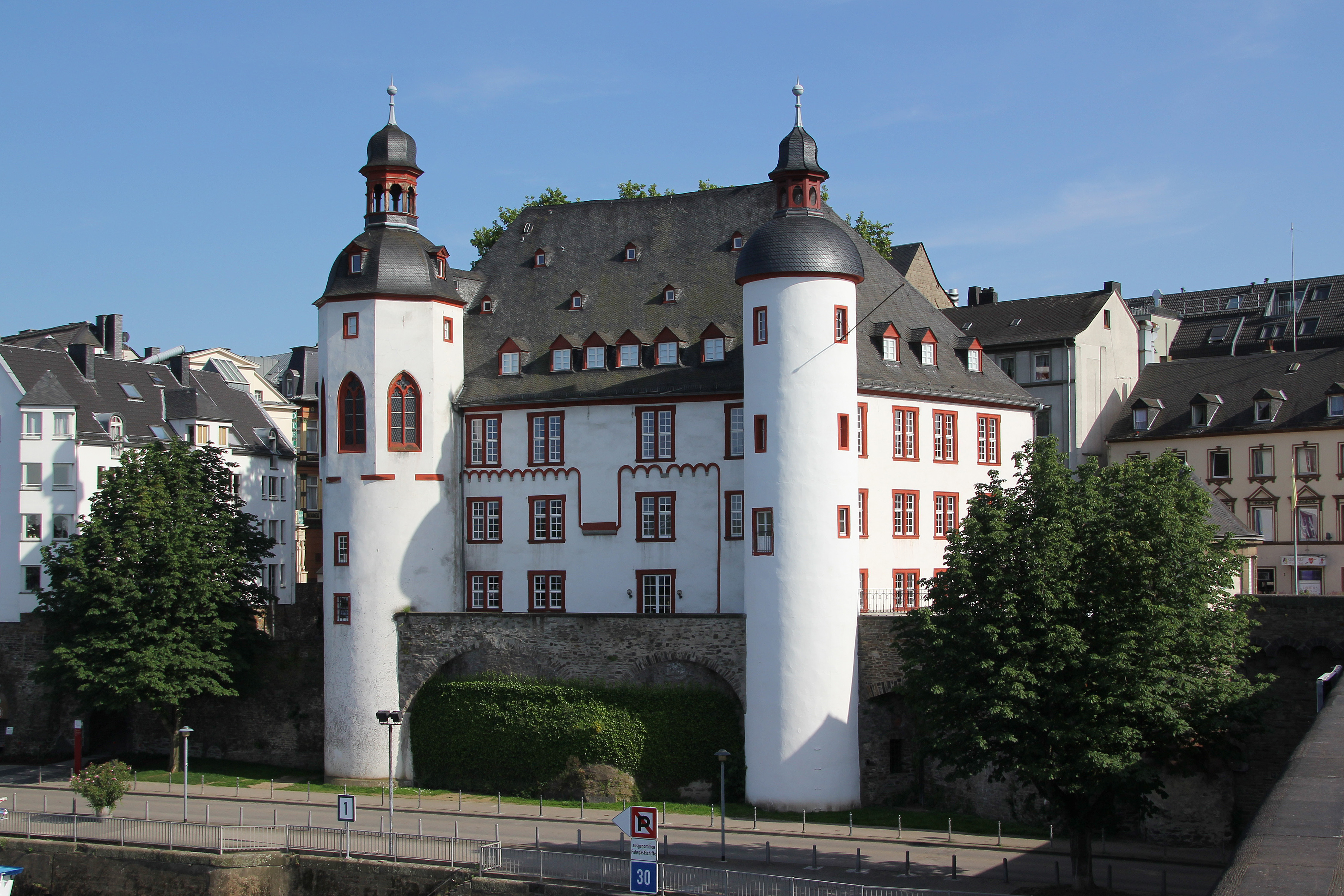
De Alte Burg in Koblenz

Een dwangburcht of dwangkasteel is een versterkt bouwwerk waarvanuit de bewoners van de plaats of de omliggende regio of streek onder bedwang worden of werden gehouden.
Dwangburchten werden in Europa met name tijdens de Hoge en Late Middeleeuwen gebouwd en gebruikt. Dwangburchten werden vooral neergezet om de opstandige bevolking onder bedwang te houden. Vanuit deze burchten of kastelen kon de overheerser diens autoriteit over het volk uitbreiden. In de Lage Landen zijn er veel dwangburchten geweest. Mede door de afwisselde gebieden van wildernis, moerassen, meren, landerijen en terpen was het soms moeilijk om na verovering van het gebied het gewone volk onder controle te houden en opstanden te onderdrukken. Dwangburchten waren hierbij vaak een goed hulpmiddel.
Befaamd in de Lage Landen zijn de West-Friese dwangburchten. Graaf Floris V leek met de bouw van diens dwangburchten het volk onder bedwang te hebben, al was er al enige onrust geweest voor diens dood. Maar nadat de graaf stierf kwamen de West-Friezen weer in opstand en bleken de dwangburchten eigenlijk niet te werken. Bovendien speelden daarbij de ruzies rond de opvolging van de graven ook een rol. Toch werd de opstand meerdere malen de kop ingedrukt met als slotstuk de Slag bij Vronen. Diverse dwangburchten werden verwoest, zoals de dwangburcht Nuwendoorn die niet eens geheel af was ten tijde van de opstanden. Een aantal overleefde de opstand, zoals het Kasteel Radboud in Medemblik, dat sinds de 20e eeuw een toeristische functie heeft.
Aan de Vollenhoofse kust, nabij een bestaande nederzetting, liet Godfried van Rhenen, bisschop van Utrecht en landsheer van het Oversticht, rond 1165 een dwangburcht bouwen tegen de Friezen, het Oldehuis.
Dwangburchten werden soms gebouwd om de stedelingen van opstandige, of net veroverde steden te controleren. Voorbeelden hiervan zijn het Spanjaardenkasteel in Gent, Citadel van Antwerpen, kasteel Vredenburg in Utrecht en de Citadel van 's-Hertogenbosch. Het werd vaak een gehaat symbool van oppressie en ging in tegen stedelijke privileges.
Ook buiten de Lage Landen komen dwangburchten voor. Een bekende vorm daarvan is ook de citadel, die evenwel niet altijd een functie had als een dwangburcht. 